# Шанак
Шанак (фр. Chanac) насеље је и општина у јужној Француској у региону Лангдок-Русијон, у департману Лозер која припада префектури Манд.
По подацима из 1999. године у општини је живело 1 153 становника, а густина насељености је износила 16 становника/km². Општина се простире на површини од 71,14 km². Налази се на средњој надморској висини од 635 метара (максималној 1.004 m, а минималној 612 m).

## Демографија
| 1962. | 1968. | 1975. | 1982. | 1990. | 1999. | 2011. |
| ----- | ----- | ----- | ----- | ----- | ----- | ----- |
| 988   | 964   | 988   | 1.019 | 1.035 | 1.153 | 1.399 |

График промене броја становника у току последњих година